# Tragocephala
Tragocephala is een kevergeslacht uit de familie van de boktorren (Cerambycidae). De wetenschappelijke naam van het geslacht werd voor het eerst geldig gepubliceerd in 1835 door Dejean.

## Soorten
Tragocephala omvat de volgende soorten:
- Tragocephala alluaudi Lameere, 1893
- Tragocephala angolensis Aurivillius, 1916
- Tragocephala berchmansi Hintz, 1909
- Tragocephala burgeoni Breuning, 1938
- Tragocephala caerulescens Jordan, 1894
- Tragocephala carbonaria Lameere, 1892
- Tragocephala castelnaudii Thomson, 1868
- Tragocephala castnia Thomson, 1857
- Tragocephala conjuncta Breuning, 1934
- Tragocephala crassicornis Jordan, 1903
- Tragocephala cuneifera Aurivillius, 1915
- Tragocephala descarpentriesi Lepesme & Breuning, 1950
- Tragocephala formosa (Olivier, 1792)
- Tragocephala frenata Gerstaecker, 1855
- Tragocephala freyi Brancsik, 1893
- Tragocephala gorilla Thomson, 1857
- Tragocephala gracillima Breuning, 1934
- Tragocephala grandis Jordan, 1903
- Tragocephala guerinii White, 1856
- Tragocephala jucunda (Gory, 1835)
- Tragocephala mima Thomson, 1878
- Tragocephala mniszechii Thomson, 1857
- Tragocephala modesta Fairmaire, 1887
- Tragocephala morio Jordan, 1903
- Tragocephala nigroapicalis Breuning, 1938
- Tragocephala nobilis (Fabricius, 1787)
- Tragocephala phidias Jordan, 1894
- Tragocephala poensis Báguena, 1952
- Tragocephala pretiosa Hintz, 1909
- Tragocephala pulchra (Waterhouse, 1880)
- Tragocephala semisuturalis Aurivillius, 1927
- Tragocephala suturalis Jordan, 1903
- Tragocephala tournieri Lepesme & Breuning, 1950
- Tragocephala trifasciata Quedenfeldt, 1882
- Tragocephala univittipennis Breuning, 1974
- Tragocephala vaneyeni Breuning, 1951
- Tragocephala variegata Bertoloni, 1845
- Tragocephala viridipes Breuning, 1947